# Abeuk Reuling
Abeuk Reuling is een bestuurslaag in het regentschap Aceh Utara van de provincie Atjeh, Indonesië. Abeuk Reuling telt 216 inwoners (volkstelling 2010).